# Hlavní věta
Hlavní věta je věta v souvětí, která není závislá na jiné větě a může tedy stát i samostatně mimo souvětí jako věta jednoduchá. Každé souvětí musí obsahovat alespoň jednu hlavní větu.

## Vztahy hlavní věty k ostatním větám
Hlavní věta může být rozvíjena závislou vedlejší větou nebo souřadně spojena s jinou hlavní větou. Pro souřadné spojení hlavních vět rozlišujeme následující vztahy:
- slučovací (kopulativní):
  - bezespojkový - Přišel jsem, viděl jsem, zvítězil jsem.
  - spojkový - Lekl se a utekl pryč.
- stupňovací (gradační) - Lekl se, dokonce se pokusil o útěk.
- odporovací (adverzativní) - Lekl se, ale neutekl.
- vylučovací (disjunktivní) - Lekl se, nebo to předpokládal?
- příčinný (kauzální) - Lekl se, neboť se mu zjevil přízrak.
- důsledkový (konkluzívní) - Lekl se, a proto utekl.

## Nepravé věty vedlejší
Jako nepravé věty vedlejší označujeme věty, které jsou formálně vedlejší, ale významově jsou souřadně spojené s větou hlavní a napojovací výraz je zde kvůli ozvláštnění větné konstrukce nebo z nedbalosti mluvčího.